# Ethelind Terry
Ethelind Terry (14 de agosto de 1899 – 17 de marzo de 1984) fue una actriz estadounidense que trabajó en cine y teatro.

## Carrera
Terry protagonizó el musical Rio Rita, una de las producciones más famosas de Broadway de la década de 1920,  fue producida por Florenz Ziegfeld. Terry también protagonizó la película Lord Byron of Broadway.

## Matrimonios
Terry se casó con Benedict Bogeaus en 1928. Se divorciaron en 1931, aunque siguieron una relación tensa durante 11 años. 
Terry se mudó a Las Vegas juntó con el actor Dick Purcell. Quienes se habían casado el 3 de marzo de 1942, sin embargo, se divorciaron el 26 de agosto de 1942.

## Apariciones en teatro
- Honeydew (Broadway, 6 de septiembre de 1920)
- Kid Boots (Broadway, 31 de diciembre de 1923)
- Rio Rita (Broadway, 2 de febrero de 1927)
- Nina Rosa  (Broadway, 20 de septiembre de 1930)

## Filmografía
- Music Box Revue (1923),
- Lord Byron of Broadway (1930)
- Nertsery Rhymes (1933),
- Arizona Days (1937)